# Hatawa
Hatawa al. Hatów (biał. Гатава, ros. Гатово) – agromiasteczko na Białorusi, w obwodzie mińskim, w rejonie mińskim, w sielsowiecie Nowy Dwór.
Znajdują tu się dwie parafie – prawosławna pw. Świętego Ducha i rzymskokatolicka pw. św. Michała Archanioła, a także towarowa stacja kolejowa Hatawa, położona na południowej obwodnicy kolejowej Mińska.

## Bibliografia

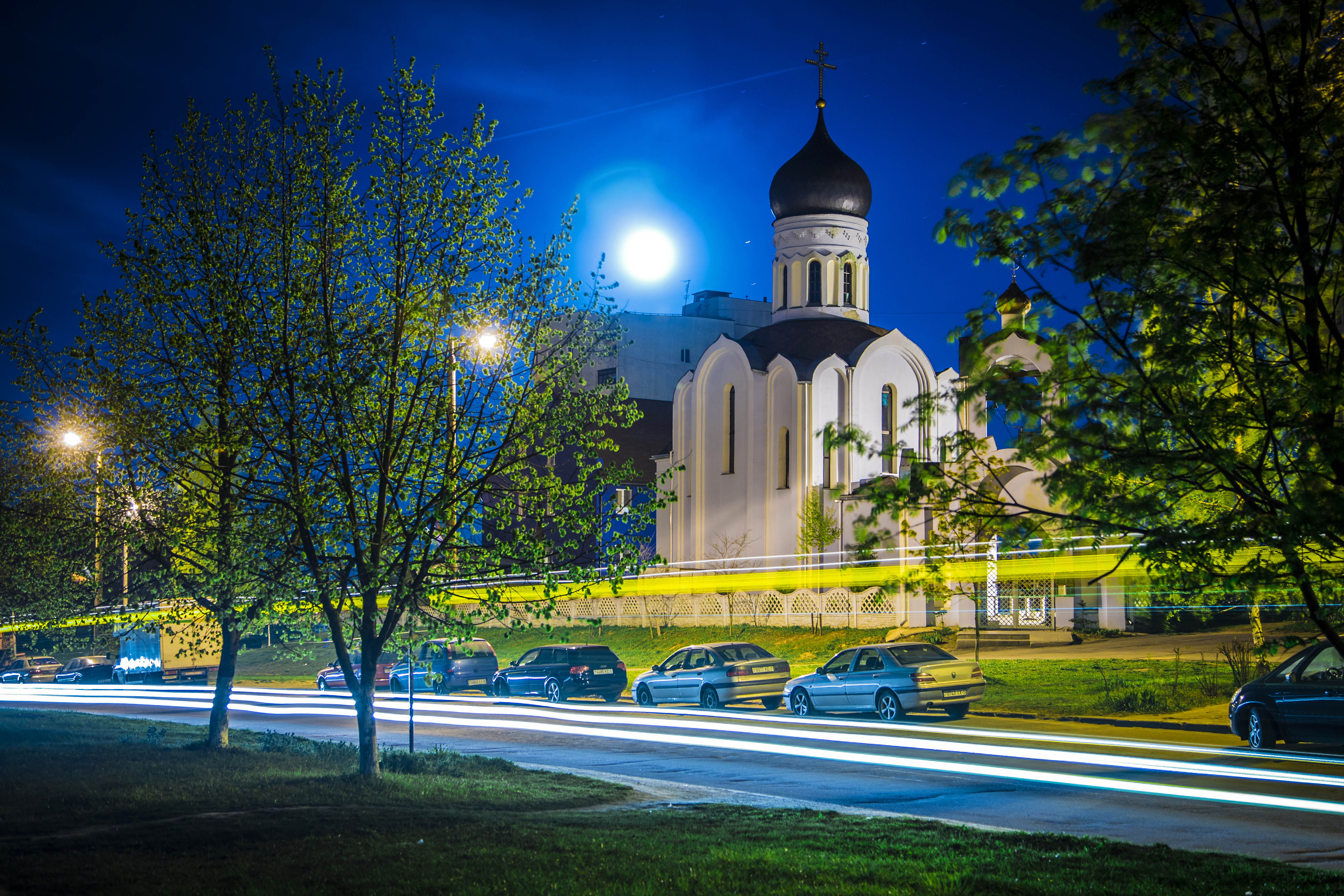
Cerkiew Świętego Ducha